# マウンテン州

マウンテン州

マウンテン州（マウンテンしゅう、Mountain Province）は、フィリピン北部ルソン島のコルディリェラ行政地域（Cordillera Administrative Region, CAR）に属する州である。南にはベンゲット州、イフガオ州、北にはカリンガ州、アブラ州、東にはカガヤン・バレー地方のイサベラ州、西にはイロコス地方のイロコス・スル州と接している。面積は2,097.3km2、人口は154,590人（2015年）、州都はボントック（Bontoc）である。主要民族はボントック族。